# Daniel de Barcelona
Daniel de Barcelona (Barcelona, s. IV?) va ser un personatge llegendari: segons una tradició era un cristià mort màrtir. Era venerat com a sant a Barcelona. Probablement, prové de la confusió amb Sant Daniel de Pàdua, sant real celebrat el mateix dia.
Segons la llegenda recollida per Joan Amades i d'altres, Daniel havia nascut a Barcelona i era cristià. No se cita cap moment històric i deu haver estat en temps romans (s. IV?) o musulmans (s. VIII-IX). En descobrir-se, durant unes persecucions, fou detingut i lligat a la cua d'un cavall, que l'arrossegà fins a la mort. El recorregut del cavall anà de la font de la Plaça de Santa Anna, al final del Portal de l'Àngel, fins al carrer de Santa Anna, on va morir.
El seu cos va ser sebollit a la Col·legiata de Santa Anna, on es venerà fins al segle xix. La devoció popular el considerava advocat per tenir notícies de persones allunyades i per reconciliar matrimonis desavinguts. En la novena que s'hi feia, els fidels feien cada dia, durant nou dies, una volta al clos de muralles de la ciutat, de Canaletes a Santa Anna, tot pregant un seguit d'oracions. Era costum que algunes persones deleguessin en coixos pidolaires aquesta novena, a canvi d'una caritat; d'aquí venia la dita que "Tots els coixos van a Santa Anna".
La devoció i el culte al suposat màrtir desaparegueren després de 1835; el sepulcre d'alabastre, gòtic del segle xiv, desaparegué durant la Guerra Civil Espanyola.
Probablement, la creació de la figura és un desdoblament de Daniel de Pàdua, que tenia la festa el 3 de gener, dia que se celebrava Sant Daniel a Barcelona.